# Bundesoberstufenrealgymnasium Ternitz
Das Bundesoberstufenrealgymnasium Ternitz, kurz BORG Ternitz, ist ein Oberstufenrealgymnasium in Ternitz in Niederösterreich.

## Geschichte
Die Schule wurde am 7. September 2007 als von der Gemeinde geführtes Oberstufenrealgymnasium (ORG) eröffnet und wurde vorerst nur in Containern eingerichtet. September 2010 konnte schließlich das neu gebaute Schulgebäude bezogen werden und die Schule wurde auch mit Beginn des neuen Schuljahres vom Bund als BORG übernommen.
Am 8. November 2016 wurde der Schulcampus, bestehend aus der Polytechnischen Schule, der Neuen Mittelschule und dem BORG, im Beisein des früheren Bundespräsidenten Heinz Fischer Schulcampus Dr. Heinz Fischer benannt. Am Campus wurde ein Rohrbacher Konglomeratstein mit einer Gedenktafel mit einem von Robert Hammerstiel gestalteten Porträt Fischers errichtet.
Ab August 2017 wurde am Schulcampus die alte Turnhalle der Neuen Mittelschule abgerissen und eine neue Turnhalle um rund 3,6 Millionen Euro errichtet.

## Schule
Die Ausbildung ist in drei Zweige gegliedert:
- Informations- und Kommunikationstechnologie: Die Schwerpunkte sind naturwissenschaftliche Fächer und EDV-Kenntnisse.
- Künstlerisch-kreativer Zweig: Die Schwerpunkte liegen in den künstlerischen Fächern, wobei auch ein eigenes Fach Polyästhetik Teil des Unterrichts ist.
- Sport-Zweig: Die Schwerpunkte werden in die Vielseitigkeit der sportlichen Ausbildung gelegt.

## Alumni
- Anna Posch (* 1992), Schauspielerin
- Florian Juterschnig (* 1998), Unternehmer, Filmproduzent[9]

## Leitung
- 2007–2021 Roman Ehold[10]
- seit 2021 Sabine Tullits (interimistisch)